# Kamileten
Kamileten ist ein osttimoresischer Ort im Suco Leohito (Verwaltungsamt Balibo, Gemeinde Bobonaro). Er liegt im Südwesten der Aldeia Aiasa in einer Meereshöhe von 450 m.
Durch den Ort führt die einzige nennenswerte Straße des Sucos. Nördlich befindet sich der Ort Aiasa, nach Süden führt die Straße unter anderem nach Ualeten. Oberhalb Kamiletens liegt im Westen der Friedhof auf einem Hügel. Nach Süden fällt das Land in ein hundert Meter tiefer gelegenes Tal ab, dessen kleiner Flusslauf später nördlich den Foho Aiasa passiert und im Osten in den Talau mündet.